# FC Andorra
FC Andorra, egentligen Futbol Club Andorra, grundad 15 oktober 1942, är en professionell fotbollsklubb från Andorra la Vella, Andorra, som spelar i det spanska seriesystemet, något man gjort sen 1948.
Hemmamatcherna spelas på Estadi Nacional. 2022 gör man sin första säsong någonsin i nästhögsta ligan, Segunda División. Klubben är medlem i Kataloniens fotbollsförbund.

## Historia
FC Andorra har historiskt sett varit den största fotbollsklubben i landet. Klubben grundades den 15 oktober 1942 i College of Our Lady of Meritxell och var den första fotbollsklubben som grundades i Andorra. Klubben gick med i det katalanska fotbollsförbundet och tävlade i den spanska ligan och den spanska cupen. Under säsongen 1963/64 debuterade Andorra i Segunda Regional och slutade på 11:e plats.
Efter flera år i regionala serier klättrade klubben 1981 till Segunda División B (då tredjenivån i det spanska seriesystemet), där de stannade i 17 år, med ett uppehåll säsongen 1986/87 då laget spelade i Tercera División. Under säsongerna 1988/89 och 1989/90 var man nära ett avancemang till Segunda División.
Klubbens största merit kom 1994 när Andorra vann Copa Catalunya, i semifinalen eliminerade man Barcelona med sammanlagt 2–1 och i finalen besegrade man Espanyol med 4–2 efter straffar, efter att inga mål gjordes under ordinarie tid eller förlängning, finalen spelades på Municipal Stadium of Vilassar de Mar.
2021 kvalificerade man sig för uppflyttningskvalet till Segunda División för första gången, men klubben slogs ut i första omgången av Real Sociedad B.
Den 21 maj 2022 kvalificerade man sig för Segunda División efter att ha vunnit med 1–0 på hemmaplan mot nedflyttningsklara UCAM Murcia och blev därmed uppflyttade till andranivån för första gången i klubbens historia.
29 år efter första Copa Catalunya-vinsten vann Andorra sin andra cuptitel, då man den 15 februari 2023 besegrade Badalona Futur med 1–0.